# Campeonato Nacional de Fútbol Femenino (Colombia)
El Campeonato Nacional de Fútbol Femenino de Colombia es el primer torneo de fútbol femenino en Colombia a nivel de clubes aficionados organizado por la División Aficionada del Fútbol Colombiano (Difutbol), entidad dependiente de la Federación Colombiana de Fútbol.
El 30 de noviembre de 2015 a través de la resolución número 023-15 la Difutbol emitió el reglamento general para los torneos de fútbol aficionado a nivel de clubes para el año 2016, en el cual se incluía un torneo femenino sub-17 y otro sub-20. 
El 12 de abril de 2016 a través de la resolución número 015-16 se formaron los grupos y se determinó el sistema de juego del campeonato en una categoría única, de esta manera se dividieron dos zonas con tres grupos cada una y un total de 45 participantes.
La primera edición tuvo inicio el 21 de mayo en Funza con el juego Real Pasión F.C. vs Club Verdolagas Bogotá finalizando 2-0 a favor de las locales, Fernanda Peña Nieto marcaría el primer gol del torneo a los treinta minutos de juego.

## Historia
Con el nacimiento de la Copa Libertadores de América Femenina torneo que consagra al mejor club de fútbol femenino en Sudamérica desde 2009 en Colombia se ha creado la Copa Prelibertadores Femenina Colombia organizada por la Federación Colombiana de Fútbol para elegir su representante en el torneo, en 2015 el país fue anfitrión del torneo logrando atraer más la atención del fútbol femenino con un total de quince clubes que disputaron el torneo en busca de un cupo para el certamen internacional (La Copa Libertadores), es así como la Difutbol crea el primer campeonato nacional femenino de clubes, previo a la esperada Liga Profesional Femenina de Fútbol de Colombia a disputarse en 2017.
Se destaca en la primera edición de este torneo la participación de doce de los equipos que formaron parte de las ediciones anteriores de la Copa Prelibertadores Femenina, clubes como Atlético Nacional Femenino, Generaciones Palmiranas y Formas Íntimas este último participante en todas las ediciones de la Copa Libertadores de América Femenina siendo subcampeón en 2013 y tercero en 2009.

## Sistema de juego
Se juega un solo torneo en el año dividido en siete grupos según su posición geográfica disputando entre sí partidos de ida y vuelta de la siguiente manera:
- Grupo A: Equipos pertenecientes al Eje cafetero
- Grupo B: Equipos pertenecientes al departamento del Valle del Cauca
- Grupo C: Equipos pertenecientes al centro del país.
- Grupo D: Equipos pertenecientes al centro del país.
- Grupo E: Equipos pertenecientes al centro del país.
- Grupo F: Equipos pertenecientes a la Región Caribe.
- Grupo G: Equipos pertenecientes a la Región de los Santanderes.

## Equipos participantes
| - Deportivo Independiente Medellín (Medellín) - Formas Íntimas (Medellín) - Atlético Nacional (Medellín) - Molino Viejo (Medellín) - ASSC Colombia (Armenia) - Talentos Caldas (Manizales) - Nuevo Milenio (Medellín) - Esc. Carlos Sarmiento (Cali) - Independiente Popayán (Popayán) - Generaciones Palmiranas (Palmira) - Orsomarso SC (Palmira) - Independiente de Fútbol (Tuluá) - Los Profesionales (Tunja) |  | - Scorptiva (Bogotá) - Universidad Sergio Arboleda (Bogotá) - Soccer Future - Santa Fe (Tenjo) - City Football (Bogotá) - Club Deportivo Meta (Villavicencio) - Ángeles F.C. (Soacha) - Bacata D.C. (Bogotá) - Club Talento Tolimense (Ibagué) - Real Pasión FC (Funza) - Club Verdolagas Bogotá - Real Academia (Bogotá) |  | - Deportivo Sanpas (Tunja) - Ipanema F.C. (Bogotá) - Gol Star (Bogotá) - FunCode F.C. (Bogotá) - Fair Play (Bogotá) - CM Asteri (Bogotá) - Kamatsa F.C. (Villavicencio) - Kapital Soccer (Bogotá) - Sport Colombia (Bogotá) - Nueva Generación (Duitama) - Talentos F.C. (Cartagena) |  | - Expreso Colombia (Barranquilla) - Real Bucaramanga (Bucaramanga) - Cordeajax (Montería) - Elite F.C. (Carmen de Bolívar) - Bechara F.C. (Cartagena) - Real Santander (Floridablanca) - Villadimar (Villa del Rosario) - Alianza Real (Barrancabermeja) - Estrellas del Deporte (Cúcuta) - Botín de Oro (Bucaramanga) - Barranqueña F.C. (Barrancabermeja) |